# Кросниця (Опольське воєводство)
Кросьниця (пол. Krośnica, нім. Kroschnitz) — село в Польщі, у гміні Ізбицько Стшелецького повіту Опольського воєводства.
Населення — 887 осіб (2011).

## Демографія
Демографічна структура станом на 31 березня 2011 року:
|          | Загалом | Допрацездатний вік | Працездатний вік | Постпрацездатний вік |
| -------- | ------- | ------------------ | ---------------- | -------------------- |
| Чоловіки | 418     | 78                 | 291              | 49                   |
| Жінки    | 469     | 77                 | 291              | 101                  |
| Разом    | 887     | 155                | 582              | 150                  |